# Spotmarked
Spotmarked er en finansiel markedsplads, hvor finansielle instrumenter eller produkter omsættes til umiddelbar levering uden binding i lange kontrakter. Spotmarkedet står således i kontrakt til et futures- eller terminsmarked, hvor kontrakten fuldføres på et senere tidspunkt. Prisen på produkterne på spotmarkedet benævnes spotpris eller spotmarkedspris. 
Et eksempel på et spotmarked med stor økonomisk betydning er spotmarkedet for råolie, hvor olieprisen fastsættes. 
På det nordiske elmarked udgør elbørsen NordPool et spotmarked.
Udtrykket spotmarked kendes i dansk fra 1973.